# Toit en appentis

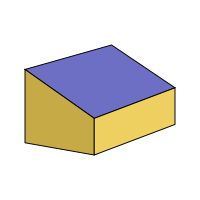
Toit en appentis.

Un toit en appentis, toit à un seul pan ou toit à pupitre est un toit à une seule pente. L'arête supérieure constitue le faîte du toit. Des deux côtés se trouvent les rives de toit. La partie inférieure forme un avant-toit si le bord de toit déborde du mur. Le mur du côté du faîte est appelé le mur haut.
Un bâtiment en appentis est un bâtiment dont le faîte s'appuie sur ou contre un mur et couvert par un tel toit.